# Re-Invention Tour
Re-Invention Tour (2004) a fost al cincilea turneu mondial și al șaselea per total al Madonnei. Acesta a devenit turneul cu cele mai mari încasari din 2004. Dintre toate turneele cântǎreței, acesta este cel mai reprezentativ, fiind incluse în spectacol cel puțin o melodiile de pe fiecare album.
1. "The Beast Within"
2. "Vogue"
3. "Nobody Knows Me"
4. "Frozen"
5. "American Life"
6. "Express Yourself"
7. "Burning Up"
8. "Material Girl"
9. "Hollywood" (Remix)
10. "Hanky Panky"
11. "Deeper and Deeper"
12. "Die Another Day"
13. "Lament"
14. "Bedtime Story" (Remix) (Video Interlude)
15. "Nothing Fails"
16. "Don't Tell Me (contained elements of "Bitter Sweet Symphony" in most European shows)
17. "Like a Prayer"
18. "Mother and Father" (contains excerpts from "Intervention")
19. "Imagine"
20. "Into the Groove" (contains elements of "Susan MacLeod" and "Into the Hollywood Groove")
21. "Papa Don't Preach" (ends with a reprise of "American Life")
22. "Crazy for You"
23. "Music" (contains elements from "Into the Groove")
24. "Holiday" (contains elements of "She Wants to Move")